# 麻川村
麻川村（あさかわむら）は、かつて岐阜県加茂郡にあった村である。
現在の川辺町の北部（上川辺・下麻生）と七宗町南部（中麻生）に該当する。
わずか約3年9月で元の自治体に戻された。

## 歴史
- 1889年（明治22年）7月1日 - 上川辺村と下麻生村が合併し、麻川村が発足。
- 1893年（明治26年）4月27日 - 分割され、上川辺村と下麻生村（ともに2代）となり消滅。

- 上川辺村は1897年に川辺村と合併し川辺町。下麻生村（後の下麻生町）は1956年に分割され、中麻生地区は七宗村に、下麻生地区は川辺町に編入される。

## 村長
- 前島丈之助

## 神社・仏閣
- 阿夫志奈神社
- 縣主神社
- 大将軍神社